# Atanaska Koyumdzhieva
Atanaska Koyumdzhieva est une ancienne joueuse bulgare de volley-ball née le 21 mars 1979 à Razlog. Elle mesure 1,88 m et jouait au poste de centrale.

## Clubs
| Club                   | De        | À         |
| ---------------------- | --------- | --------- |
| CSKA Sofia             | 1993-1994 | 2001-2002 |
| Volley Bellinzona      | 2002-2003 | 2002-2003 |
| Metal Galaţi           | 2003-2004 | 2003-2004 |
| CSM Clamart            | 2004-2005 | 2004-2005 |
| Cajasur Córdoba        | 2005-2006 | 2005-2006 |
| Saint-Raphaël          | 2006-2007 | 2007-2008 |
| Hainaut Volley         | 2008-2009 | 2008-2009 |
| Le Cannet-Rocheville   | 2009-2010 | 2009-2010 |
| PA Venelles            | 2010-2011 | 2010-2011 |
| Volleyball Tulle Naves | 2011-2012 | 2013-2014 |